# Microlanguria
Microlanguria é um género de coleópteros da família Erotylidae.